# Bryologie
Bryologie (von griechisch βρύον bryon „Moos, Seemoos“ und -logie) ist die Wissenschaft von den Moosen.
Erstmals beschäftigte man sich im 18. Jahrhundert wissenschaftlich mit den Moosen. Der deutsche Botaniker Johann Jacob Dillen (Dillenius) (1687–1747) wurde Professor an der Oxford University und gab 1717 die Arbeit Fortpflanzung der Farrenkräuter (Farne) und Moose heraus. Als Beginn der Bryologie kann man die Arbeiten von Johannes Hedwig auffassen, der die Fortpflanzung aufklärte (Fundamentum historiae naturalis muscorum, 1792) und die Systematik der Moose bestimmte.
Forschungsgebiete sind unter anderem die Taxonomie der Moose, die Bioindikation, DNA-Sequenzierung sowie die Wechselwirkungen der Moose mit anderen Pflanzen und Tieren.